# Campeonato de Australia 1951
Lista de los campeones del Abierto de Australia de 1951:

## Individual masculino
Dick Savitt (USA) d. Ken McGregor (AUS),   6–3, 2–6, 6–3, 6–1

## Individual femenino
Nancye Wynne (AUS) d. Thelma Coyne Long (AUS), 6–1, 7–5

## Dobles masculino
Ken McGregor/Frank Sedgman (AUS)

## Dobles femenino
Thelma Coyne Long (AUS)/ Nancye Wynne (AUS)

## Dobles mixto
Thelma Coyne Long (AUS)/George Worthington (AUS)
| Predecesor: 1950                                       | Abierto de Australia 1951 | Sucesor: 1952                         |
| Predecesor: Campeonato nacional de Estados Unidos 1950 | Grand Slam 1951           | Sucesor: Torneo de Roland Garros 1951 |

- Datos: Q673043